# Les Salles-du-Gardon
Les Salles-du-Gardon este o comună în departamentul Gard din sudul Franței. În 2009 avea o populație de 2.551 de locuitori.

## Evoluția populației
| An        | 1975  | 1982  | 1990  | 1999  | 2006  | 2009  |
| --------- | ----- | ----- | ----- | ----- | ----- | ----- |
| Populație | 3.904 | 3.534 | 3.063 | 2.571 | 2.585 | 2.551 |